# Гран-при Гранд Сен-Бернара
Гран-при Гранд Сен-Бернара (исп. Grand Prix Grand Saint Bernard или исп. Grand Prix GSB) — шоссейная однодневная велогонка, проходившая по территории Сальвадора с 2012 по 2014 год.

## История
Гонка была создана в 2012 году одновременно с возрождением Вуэльты Сальвадора и сразу вошла Женский мировой шоссейный календарь UCI, в рамках которого просуществовала на протяжении всей своей истории.
Старт гонки располагался в Сан-Сальвадоре. Далее маршрут следовал через Сан-Андрес, Сьюдад-Арсе и Эль Конго. Финиш располагался в Хуаюа. Протяжённость дистанции составляла 97 км.
Название гонки было связано с GRAND SAINT BERNARD SWISS RESORT & SPA, JUAYUA расположенным недолеко от места финиша.
Проводилась одновременно с Вуэльтой Сальвадора, Гран-при Сальвадора и Гран-при Ориенте.

## Призёры
| Год  | Победитель          | Второй         | Третий         |
| ---- | ------------------- | -------------- | -------------- |
| 2012 | Эвелин Гарсиа       | Арленис Сьерра | Алёна Омелюсик |
| 2013 | Клемильда Фернандеш | Алёна Омелюсик | Ноэми Кантеле  |
| 2014 | Ольга Забелинская   | Алёна Омелюсик | Мара Эбботт    |